# Ратта (река)
Ратта — река в Красноселькупском районе Ямало-Ненецкого автономного округа России. Начинается в болоте Паракаегантуй-Куй. Устье реки находится в 970 км по левому берегу реки Таз на высоте 49 метров над уровнем моря. Длина реки составляет 246 км, площадь водосборного бассейна — 3470 км².
Напротив устья Ратты, на правом берегу Таза, расположено село Ратта.

## Данные водного реестра
По данным государственного водного реестра России относится к Нижнеобскому бассейновому округу, водохозяйственный участок реки — Таз, речной подбассейн реки — подбассейн отсутствует. Речной бассейн реки — Таз.
Код объекта в государственном водном реестре — 15050000112115300063983.

## Притоки
- Лаканоккылькикэ[5] (правый)
- Тюмылькикэ[6] (правый)
- Сокылькикэ (правый, в 58 км от устья)
- Терылькикэ[7] (правый)
- Вэркы-Кэлькы (левый, в 74 км от устья)
- Куталькикэ[7] (правый)
- Мачипорылькикэ[7] (правый)
- Кыпа-Кэлькы (левый, в 85 км от устья)
- Пюлькы (правый, в 96 км от устья)
- Тюнампылькы (правый, в 107 км от устья)
- Сяпылькикэ[8] (правый)
- Ираткы (правый, в 137 км от устья)
- Малая Оленья[9] (левый)
- Большая Оленья (левый, в 149 км от устья)
- Санькина (левый, в 155 км от устья)
- Крутая[9] (правый)
- Пихтовая (левый, в 184 км от устья)
- Топкая[10] (правый, в 199 км от устья)
- Сборная[11] (правый)
- Горелая[12] (правый)
- Раттасоим[2] (левый)